# Abary River
Abary River är ett vattendrag i Guyana. Det ligger i den nordöstra delen av landet. Kring floden finns jordbruksmark och ängar.